# Interliga
Die Interliga (manchmal auch als International Ice Hockey League bezeichnet) war ein länderübergreifender Eishockeywettbewerb, der als Nachfolger zur in den 1990er Jahren ausgetragenen Alpenliga ins Leben gerufen worden war. Daran nahmen Mannschaften aus Österreich (nur in der ersten Saison), Slowenien, Kroatien, der Bundesrepublik Jugoslawien, Polen, der Slowakei und Ungarn teil.

## Geschichte
Nachdem in der Saison 1998/99 die Alpenliga zum letzten Mal ausgetragen worden war, wurde mit der Interliga deren Nachfolger gegründet, die in der Saison 1999/2000 ihre Premiere feierte. Die Teilnahme Österreichs fand nach der ersten Saison ihr Ende. Die Liga konnte jedoch trotz aller Bemühungen und des guten Zuspruchs durch die Vereine nie den internationalen Stellenwert der Alpenliga erreichen und fand nach der Saison 2006/07 ihr frühes Ende.
Der Modus bestand meist aus Hauptrunde und anschließenden Playoffs, wobei parallel Platzierungsspiele zur Ermittlung der endgültigen Reihenfolge stattfanden. Bei ihrer letzten Austragung wurde die Interliga in zwei Gruppen aufgeteilt, wobei die Gruppe B so etwas wie die zweite Leistungsstufe darstellte.
Die erfolgreichste Nation ist Slowenien, dessen Vertreter sich insgesamt fünf Meistertitel (einen davon in der Gruppe B) sichern konnten. Auf Rang zwei folgt Ungarn mit zwei Titeln. Jeweils ein weiterer Titel ging an Österreich und Polen. Erfolgreichste Mannschaft ist der HK Jesenice mit drei Meisterschaften (davon eine in Gruppe B), gefolgt von Alba Volán Székesfehérvár und dem HDD Olimpija Ljubljana mit jeweils zwei Titeln.

## Übersicht und Meistertafel
| Saison    | Teilnehmer | Teilnehmende Nationen                                              | Meister                               |
| --------- | ---------- | ------------------------------------------------------------------ | ------------------------------------- |
| 1999/2000 | 8          | Osterreich Slowenien Ungarn                                        | EC KAC                                |
| 2000/2001 | 9          | Slowenien Ungarn Jugoslawien Bundesrepublik 1992                   | HDD Olimpija Ljubljana                |
| 2001/2002 | 8          | Slowenien Ungarn Jugoslawien Bundesrepublik 1992 Slowakei Kroatien | HDD Olimpija Ljubljana                |
| 2002/2003 | 9          | Slowenien Ungarn Jugoslawien Bundesrepublik 1992 Slowakei Kroatien | Alba Volán Székesfehérvár             |
| 2003/2004 | 9          | Slowenien Ungarn Polen Kroatien                                    | Podhale Nowy Targ                     |
| 2004/2005 | 6          | Slowenien Ungarn Kroatien                                          | HK Jesenice                           |
| 2005/2006 | 7          | Slowenien Ungarn Kroatien                                          | HK Jesenice                           |
| 2006/2007 | A: 5 B: 5  | Slowenien Ungarn Kroatien Slowenien Kroatien                       | Alba Volán Székesfehérvár HK Jesenice |

## Übersicht über alle Mannschaften
| Team                      | Teilnahmen | Saisonen                                      | Meistertitel         |
| ------------------------- | ---------- | --------------------------------------------- | -------------------- |
| EC KAC                    | 1          | 1999/2000                                     | 1                    |
| EC VSV                    | 1          | 1999/2000                                     |                      |
| VEU Feldkirch             | 1          | 1999/2000                                     |                      |
| CE Wien                   | 1          | 1999/2000                                     |                      |
| HDD Olimpija Ljubljana    | 8          | alle                                          | 2                    |
| Dunaújvárosi Acélbikák    | 7          | 1999/2000 – 2005/06                           |                      |
| Alba Volán Székesfehérvár | 8          | alle                                          | 2                    |
| HK Jesenice               | 8          | alle (2006/07 mit einem Farmteam in Gruppe B) | 3 (ein Mal Gruppe B) |
| HK Slavija Ljubljana      | 7          | 2000/01 – 2006/07                             |                      |
| KHL Medveščak Zagreb      | 7          | 2000/01 – 2006/07                             |                      |
| Ferencvárosi TC           | 1          | 2000/01                                       |                      |
| HK Roter Stern Belgrad    | 1          | 2000/01                                       |                      |
| HK Bled                   | 2          | 2000/01, 2002/03                              |                      |
| MHK Dubnica               | 1          | 2001/02                                       |                      |
| HK Vojvodina Novi Sad     | 2          | 2001/02, 2002/03                              |                      |
| HKm Zvolen 2              | 1          | 2002/03                                       |                      |
| Unia Oświęcim             | 1          | 2003/04                                       |                      |
| Podhale Nowy Targ         | 1          | 2003/04                                       | 1                    |
| GKS Tychy                 | 1          | 2003/04                                       |                      |
| Újpesti TE                | 2          | 2005/06, 2006/07                              |                      |
| HK Triglav                | 1          | 2006/07 (Gruppe B)                            |                      |
| KHL Mladost Zagreb        | 1          | 2006/07 (Gruppe B)                            |                      |
| KHL Zagreb                | 1          | 2006/07 (Gruppe B)                            |                      |
| SD Alfa                   | 1          | 2006/07 (Gruppe B)                            |                      |